# Musée archéologique Henri-Prades
 (mars 2019).
Si vous disposez d'ouvrages ou d'articles de référence ou si vous connaissez des sites web de qualité traitant du thème abordé ici, merci de compléter l'article en donnant les références utiles à sa vérifiabilité et en les liant à la section « Notes et références ».
Le musée archéologique Henri-Prades est un musée archéologique situé sur la commune de Lattes, dans le département de l'Hérault (France). Il est nommé en l'honneur de l'archéologue Henri Prades, à l'origine des premières fouilles sur le site dans les années 1960. Il expose divers objets, notamment ceux découverts sur le site de Lattara, l'ancienne ville de Lattes.
Le musée est desservi par la ligne 3 du tramway de Montpellier.

## Histoire du musée archéologique de Lattes

### La découverte du site archéologique en 1963
Le gisement antique de Lattara a été découvert en 1963, à la suite d'un défonçage agricole. Les premiers sondages menés par Henri Prades et le Groupe archéologique Painlevé (GAP) ont démontré les fortes potentialités pour l'étude de la civilisation gauloise méridionale et son devenir au début de l'époque romaine.
Ces travaux ont permis une prise de conscience par les pouvoirs publics de l'intérêt culturel et historique du site. Ainsi, le ministère de la Culture, le conseil régional du Languedoc-Roussillon, le conseil général de l'Hérault, la commune de Lattes et la direction des musées de France se sont mobilisés pour assurer la protection de ces vestiges. En 1974, l'État et la commune de Lattes deviennent propriétaires du site archéologique et des terrains où sont construits musée et centre de recherches.

### L'installation dans l'ancien Mas Saint-Sauveur
Un centre archéologique comprenant un musée municipal, des laboratoires de recherche, un centre de documentation et une maison des fouilles furent installés dans l'ancien Mas Saint-Sauveur, en bordure du gisement.
Cette ferme agricole appartenait au XIXe siècle à la famille du peintre Frédéric Bazille, qui l'a représentée en 1863 dans l'un de ses premiers paysages importants.
L'architecte du musée, Joseph Massota, a voulu conserver un souvenir de cette époque, en dédiant la fontaine du jardin à la mémoire du peintre de Montpellier, exposé au musée Fabre.

### Un musée de site labellisé «musée de France»
Inauguré en 1986 par le maire Michel Vaillat, ce musée de site est d'abord classé puis labellisé « musée de France » en 2002. Géré depuis sa création par la commune de Lattes qui en est propriétaire, le musée a été transféré à la communauté d'agglomération de Montpellier en janvier 2006.
Depuis 2001, le musée bénéficie de réserves archéologiques, aménagées dans une ancienne cave en bordure du site, « la cave Bonnier », permettant le dépôt et le stockage du mobilier issu des fouilles, dans des conditions optimales.
Dans les années 2020, un projet de réhabilitation du musée et du site est lancée avec fin des travaux pour 2026. L'accueil deviendrait commun entre le musée et le centre de recherche afin de permettre un meilleur accès à la bibliothèque archéologique, avec destruction des anciens chais pour construire un meilleur bâtiment de stockage de vestiges. Depuis le musée, la vue sur le site serait améliorée par un belvédère et des outils de réalité virtuelle. Une partie des vestiges serait mis en scène dans un parc accessible aux visiteurs, avec plantation d'essences présentes dans l'Antiquité et la création d'une roubine (évoquant celle découverte sous le musée).

### Le développement d'un réseau muséal et institutionnel international

#### Le réseau «Iron Age Europe»
Le musée archéologique de Lattes est rattaché au réseau « Iron Age Europe (en) ». Ce-dernier, créé en 2011 à l'initiative du Musée et Parc archéologique du Laténium, en Suisse, est un partenariat international entre les institutions destinées à la recherche, à la préservation et à la valorisation de sites archéologiques comme de collections emblématiques de l'Europe de l'âge du Fer.
Outre Lattes, ce réseau regroupe à ce jour les sites et les musées archéologiques suivant :
- Bibracte (Bourgogne, France) ;
- Ensérune (Béziers, France) ;
- Munich (Bavière, Allemagne) ;
- Manching (Bavière, Allemagne) ;
- Francfort (Hesse, Allemagne) ;
- Lausanne (Vaud, Suisse) ;
- Laténium (Neuchâtel, Suisse) ;
- Ullastret (Catalogne, Espagne) ;
- Barcelone (Catalogne, Espagne).

## Les collections et les expositions

### Les collections permanentes
Les collections permanentes du musée archéologique Henri Prades sont issues des travaux réalisés sur le pays lagunaire et à Lattara par Henri Prades et le Groupe archéologique Painlevé. Elles continuent à s'enrichir du produit des fouilles en cours menées par le Centre national de recherche scientifique (CNRS) et ses partenaires.

#### Deuxième étage
Au deuxième étage commence l'exposition permanente du musée archéologique qui retrace sept siècles d'histoire de Lattara.
Naissance d'un port
À la fin du VIIe siècle av. J.-C., des vases en terre cuite et en bronze provenant d'Italie du sud ou d'Étrurie sont distribués dans le Midi de la Gaule sous forme de cadeaux diplomatiques. Puis des échanges réguliers avec l'Étrurie méridionale vont se mettre en place au VIe siècle. Les Étrusques sont probablement à l'origine de la fondation de la ville en 500 av. J.-C. La statue du guerrier de Lattes est une trace de leur passage. Sinon, ils ont principalement diffusé des amphores à vin et de la vaisselle fine en bucchero nero destinée à sa consommation.
Après le départ des Étrusques, les Grecs de Marseille (Massalia) dominent le marché local. Le monopole commercial de la cité phocéenne à Lattes s'affirme dès 475 av. J.-C. et reste total jusqu'au Ier siècle av. J.-C. C'est elle qui diffuse les céramiques attiques et massaliètes ainsi que ses amphores à pâte blanche.
La céramique à vernis noir témoigne de la présence des marchands italiens après la deuxième guerre punique (219-209 av. J.-C.), grâce à l'influence de Marseille qui restera l'alliée de Rome jusqu'à sa chute devant les légions de César en 49 av. J.-C.
La vie quotidienne
Avant d'être réutilisée comme mobilier funéraire, l'abondante vaisselle présentée était utilisée dans la vie quotidienne des Lattarenses. Une belle collection de mortiers, plus ou moins lourds, larges et stables, est également exposée. D'origine gauloise, la céramique sigillée se remarque d'emblée par son beau vernis rouge. L'âge d'or de la production italienne se place sous le règne d'Auguste (27-14 av. J.-C.)
La verrerie constitue un point fort des collections du musée. Ces verreries qui datent de la fin du Ier siècle av. J.-C. jusqu'au Ier siècle apr. J.-C. sont très colorées. Une belle collection de lampes est exposée.
Le monde des morts
Le monde des morts est évoqué par plus d'une trentaine de stèles funéraires mises au jour dans la nécropole gallo-romaine de Lattes, et par deux tombes reconstituées, datant du Ier siècle av. J.-C. et du Ier siècle apr. J.-C.
La statuaire
Le musée archéologique comporte une collection de statues retrouvées à Lattes et aux alentours. Le torse d'enfant (sans doute Amour) en marbre a été retrouvé à la Cougurlude. Les autres statues proviennent du site de Lattes, on remarque notamment la présence de deux statues, un torse masculin datant du tournant de notre ère et un torse féminin du IIe ou  IIIe siècle, à tête interchangeable.

#### Troisième étage
Croyance et religion
L'époque romaine, qui avec la romanisation des mœurs va amener à Lattara son panel de croyances étrangères, nous a livré deux monuments votifs, ainsi qu'un temple dédié au dieu Mercure, en bordure de sa nécropole.
Les métiers et l'activité économique
Lattara produisait la majorité des produits qu'elle consommait. Céréales (orge, blé, millet et avoine), légumes (pois chiche, lentilles et fèves), lin et fruits (figue, olive, prune, pêche, noix et raisin) y étaient cultivés. D'autres fruits étaient cueillis : pignons, framboises, cerises, noisettes, arbouses, pommes et mûres. Beaucoup de meules ont été retrouvées (deuxième étage). Elles servent à la mouture des grains.
Les élevages étaient composés de vaches, de chèvres, de moutons et de porcs.
La chasse et la pêche surtout étaient importantes.
De toutes les fabrications locales, la production métallurgique (fer, bronze et plomb) est celle qui a laissé le plus de traces au cœur même de la ville.
C'est à partir de l'époque augustéenne que se développe à Lattes la tabletterie artisanale, avec des objets en os plus élaborés qu'auparavant : spatules, cuillères, aiguilles, épingles, fuseaux, pions, pyxides (petits vases), stylets, ornements de coffrets ou de meubles, etc.
Les Lattarenses travaillaient aussi les peaux et les textiles (laine et lin).
Le bois participait à la construction des bâtiments (seuil et charpente), à la navigation, mais aussi à l'ameublement (tables, armoires et coffres) et à l'outillage (manche d'outil). Deux pieds de guéridon en bois sculptés en forme d'oiseaux aquatiques sont exposés.
Divertissements, jeux et loisirs
Le site archéologique de Lattes a livré quelques exemples de jeux antiques. Ainsi nous savons que les Lattarenses jouaient aux osselets.
D'origine orientale, le jeu de dés, bien connu des Étrusques puis des Grecs, va connaître un vif succès à l'époque romaine. Fabriqués en os, les dés retrouvés à Lattes datent de la fin de l'âge du Fer et du Haut-Empire, et étaient probablement fabriqués sur place, tout comme les jetons.
Toilette, costumes et parures
La majorité des Lattarenses était gauloise et s'affichait comme telle. Ce sentiment d'appartenance se retrouve dans les fibules qui sont d'abord de type régional, puis, à partir de la fin du Ve siècle av. J.-C., de type laténien similaire aux fibules du reste du monde gaulois. Rares sont les fibules se rattachant à d'autres cultures.
Le succès des bracelets de verre à Lattes montre un goût pour les références celtiques dans l'ornement du corps.
Puis, les parures (en) vont progressivement témoigner de l'évolution des goûts durant le Haut-Empire. Les fibules, les bagues en bronze et en fer, les amulettes, les boucles d'oreille, les colliers de perles de verre se portent désormais à la mode romaine.
Avec la romanisation, les objets relatifs au soin du corps se multiplient : au rasoir, à la pince à épiler, au scalptorium (gratte-poux) et au cure-oreille déjà connus des Lattarenses, viennent s'ajouter de multiples ustensiles pour préparer des onguents.
La monnaie
La monnaie apparaît en Gaule vers 530 av. J.-C., quand Marseille crée son propre numéraire. Les premières monnaies de Lattara sont présentes dans des trésors, ainsi que par quelques découvertes isolées dans le port : la présence de monnaies étrangères d'origine lointaine (toute la Méditerranée antique), sans doute tombées des poches de marins, apportent une nouvelle illustration de l'activité du port. La monnaie n'était donc pas encore utilisée pour les transactions quotidiennes aux IVe et IIIe siècles av. J.-C..
Les premiers modes de transaction se faisaient par le troc, ce qui explique la présence de courtiers étrangers installés à demeure. Les habitants de la ville n'avaient pas de relation directe avec les commerçants. La monnaie, utilisée comme valeur marchande, ne se développera qu'après la conquête romaine.

### Les expositions temporaires (premier étage)
Depuis son ouverture en 1986, le musée de Lattes a proposé plus de 30 expositions temporaires d'archéologie sur des sujets variés (Jeux romains, Les Étrusques, Les Coptes, Les Civilisations d'Asie centrale, La Religion gauloise, L'Archéologie d'Afrique du Nord, etc.) mais aussi d'art contemporain en participant aux expositions coordonnées par le Frac Languedoc-Roussillon et à une occasion en partenariat avec le musée Fabre.
En 2011, pour l'exposition « Des Rites et des Hommes », le musée a obtenu le label « exposition d'intérêt national » du ministère de la Culture.
L'exposition du 17 octobre 2015 au 29 février 2016, « Les Étrusques en toutes lettres. Écriture et société dans l'Italie antique », rassemble 80 pièces dont plusieurs comportent les plus longs textes étrusques connus comme le foie de Plaisance, les bandelettes de la momie de Zagreb contenant le Liber linteus Zagrabiensis et la Tabula Cortonensis.
En 2018 jusqu'au 7 janvier 2019 a lieu l'exposition « La navigation lagunaire. 2000 ans de secrets révélés par le musée d'archéologie de Catalogne », également sur le site archéologique de Lattara.
En 2019, du 23 novembre au 6 juillet 2020, le musée organise « L'aventure phocéenne, Grecs, Ibères et Gaulois en Méditerranée nord-occidentale du site archéologique Lattara ».
De 2020 à 2021, fut présenté une exposition consacrée à :  La voie Domitienne

## Galerie

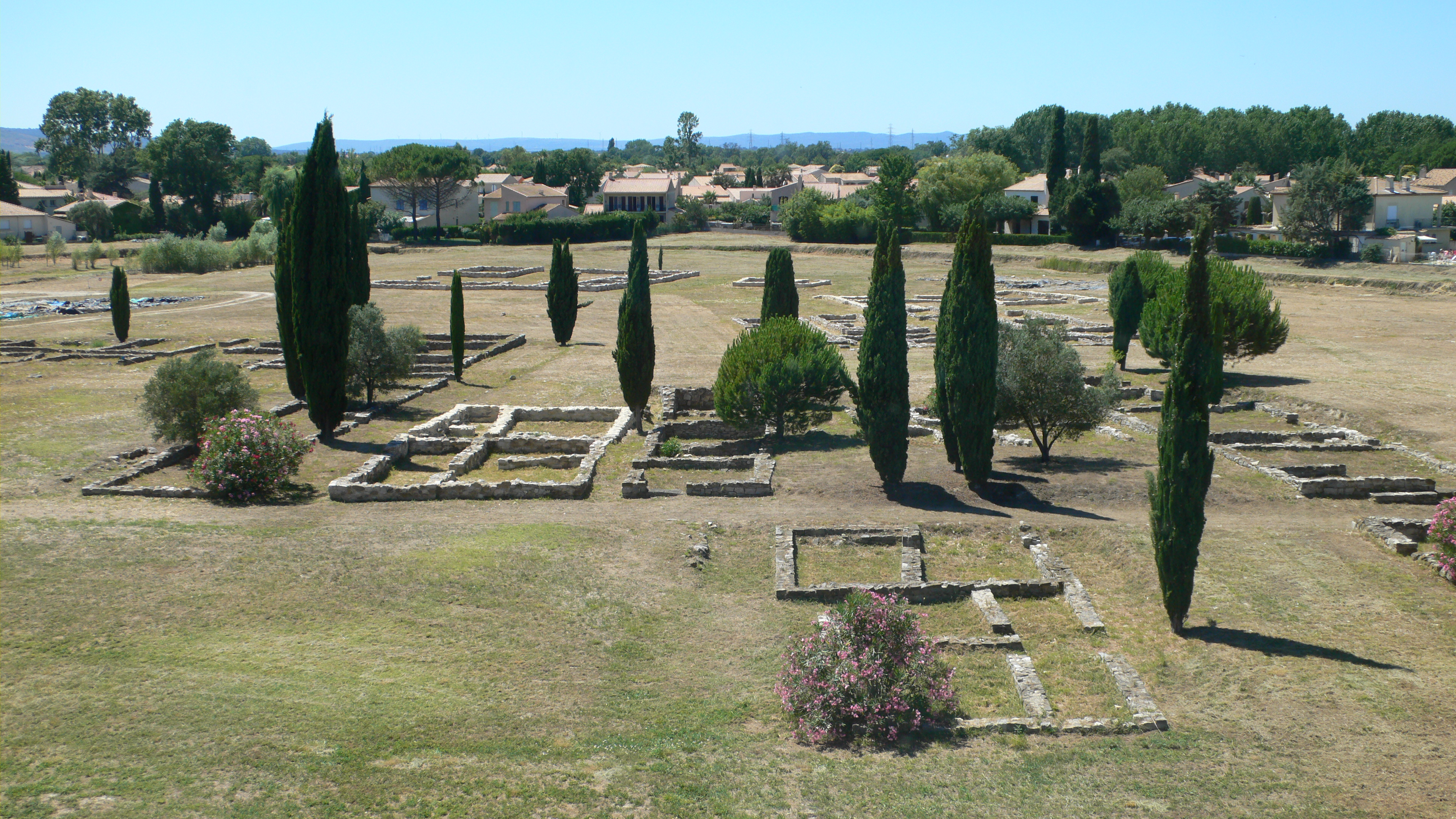
Site de Lattara, vu des fenêtres du musée.
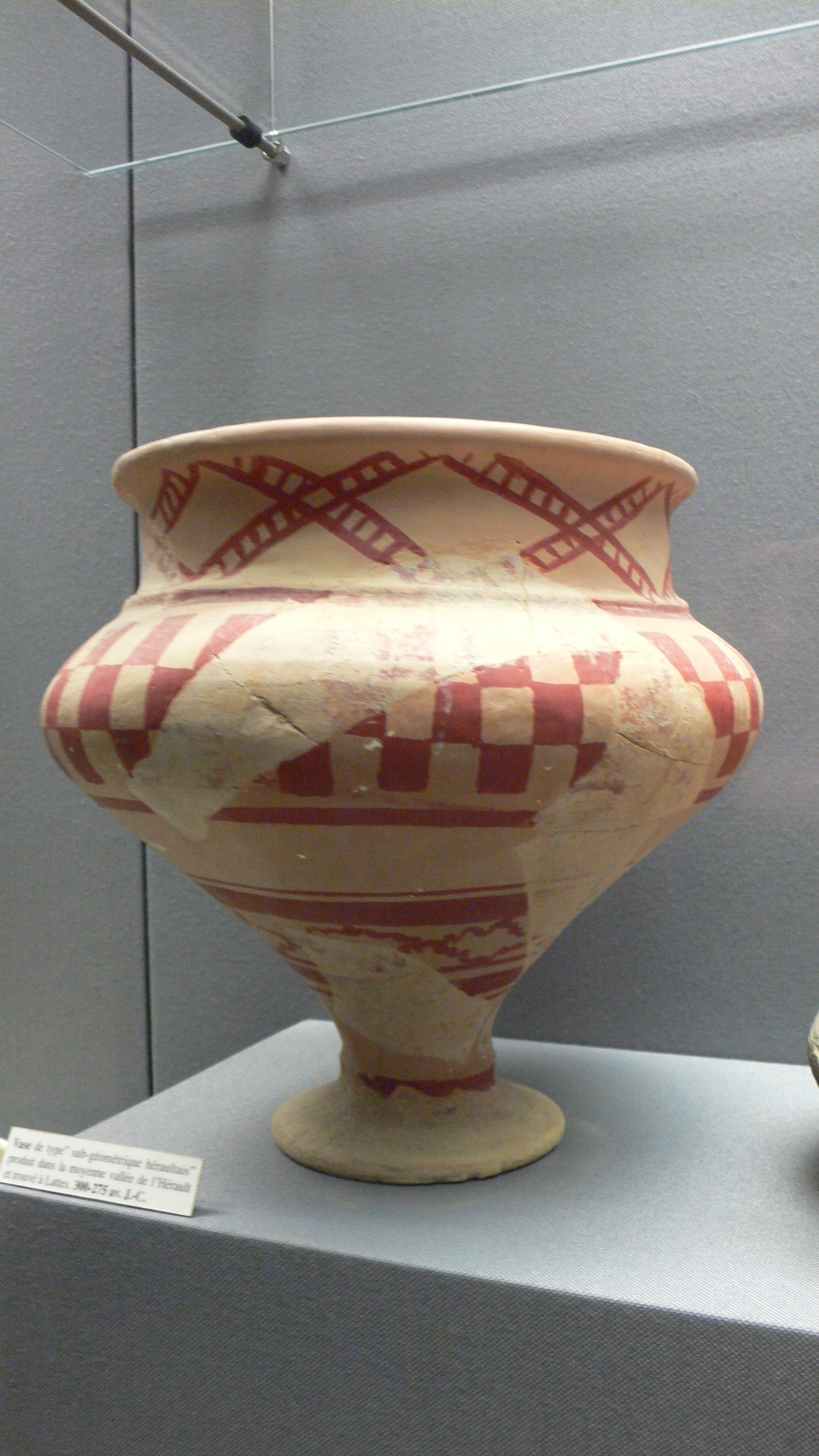
Vase de type « sub-géométrique héraultais » produit dans la moyenne vallée de l'Hérault. Trouvé à Lattes. 300-275 av. J.-C.
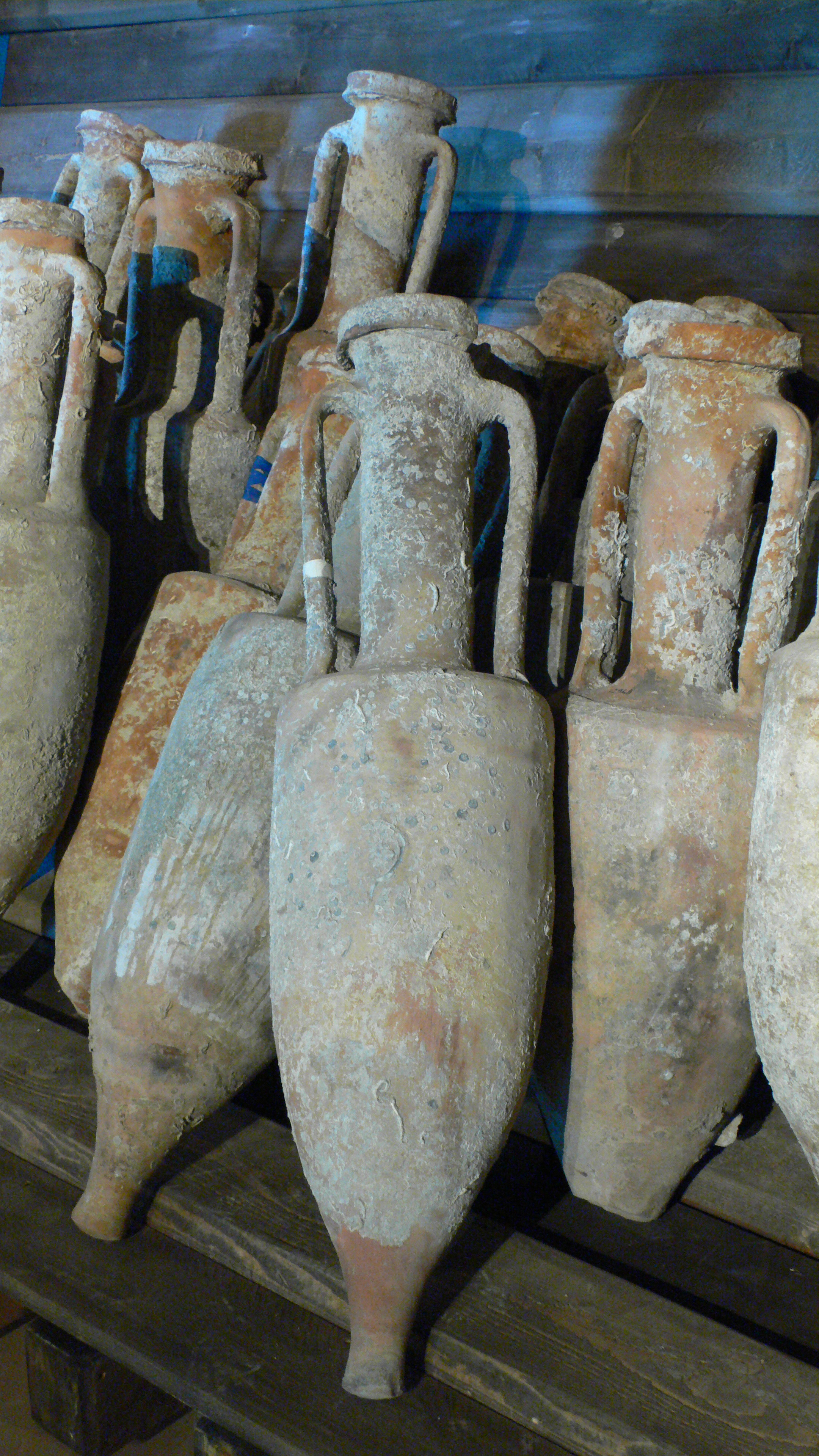
Amphores à vin découvertes dans l'épave de la Ciotat 3 (Bouches-du-Rhône).
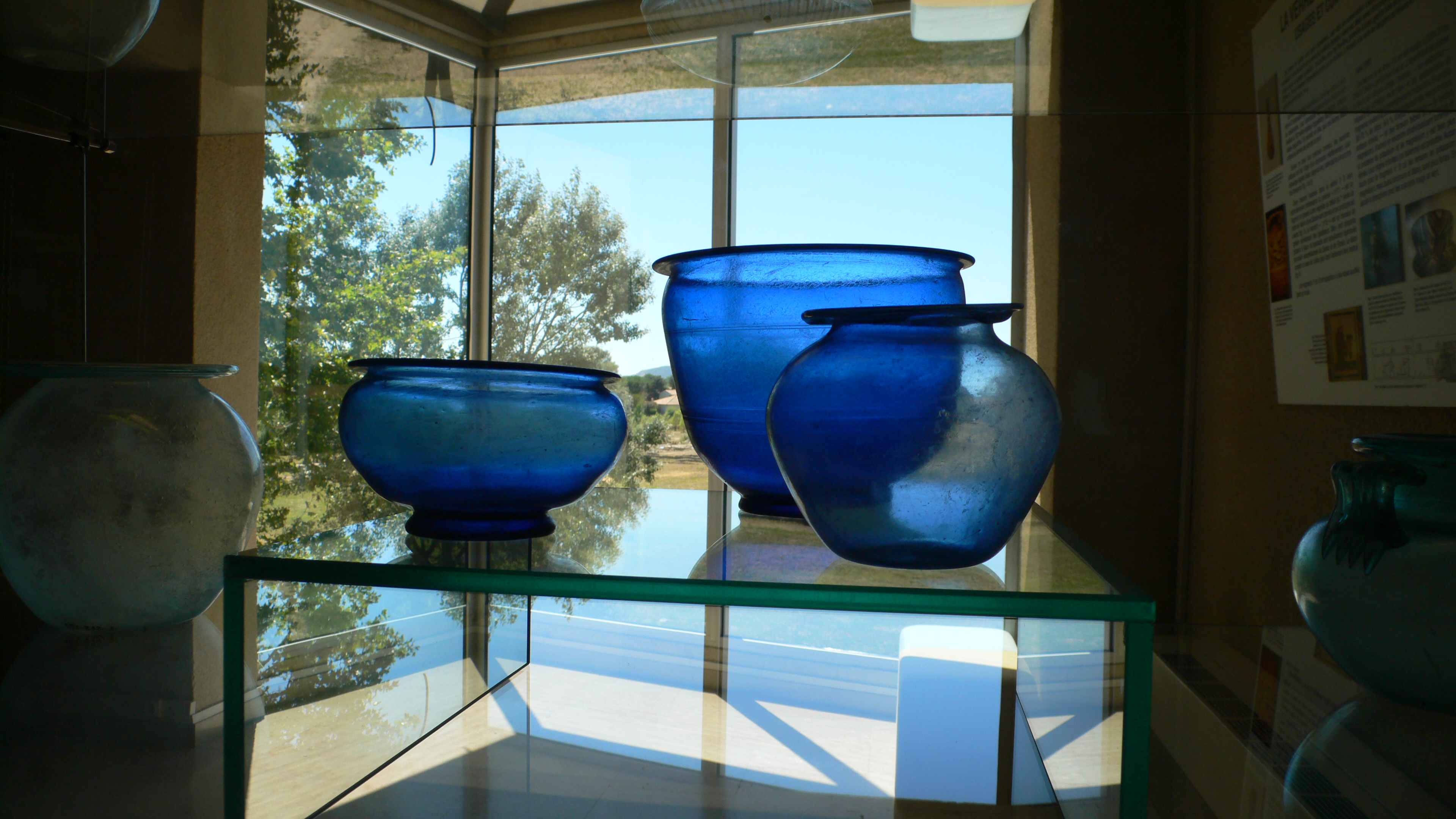
Vases en verre.
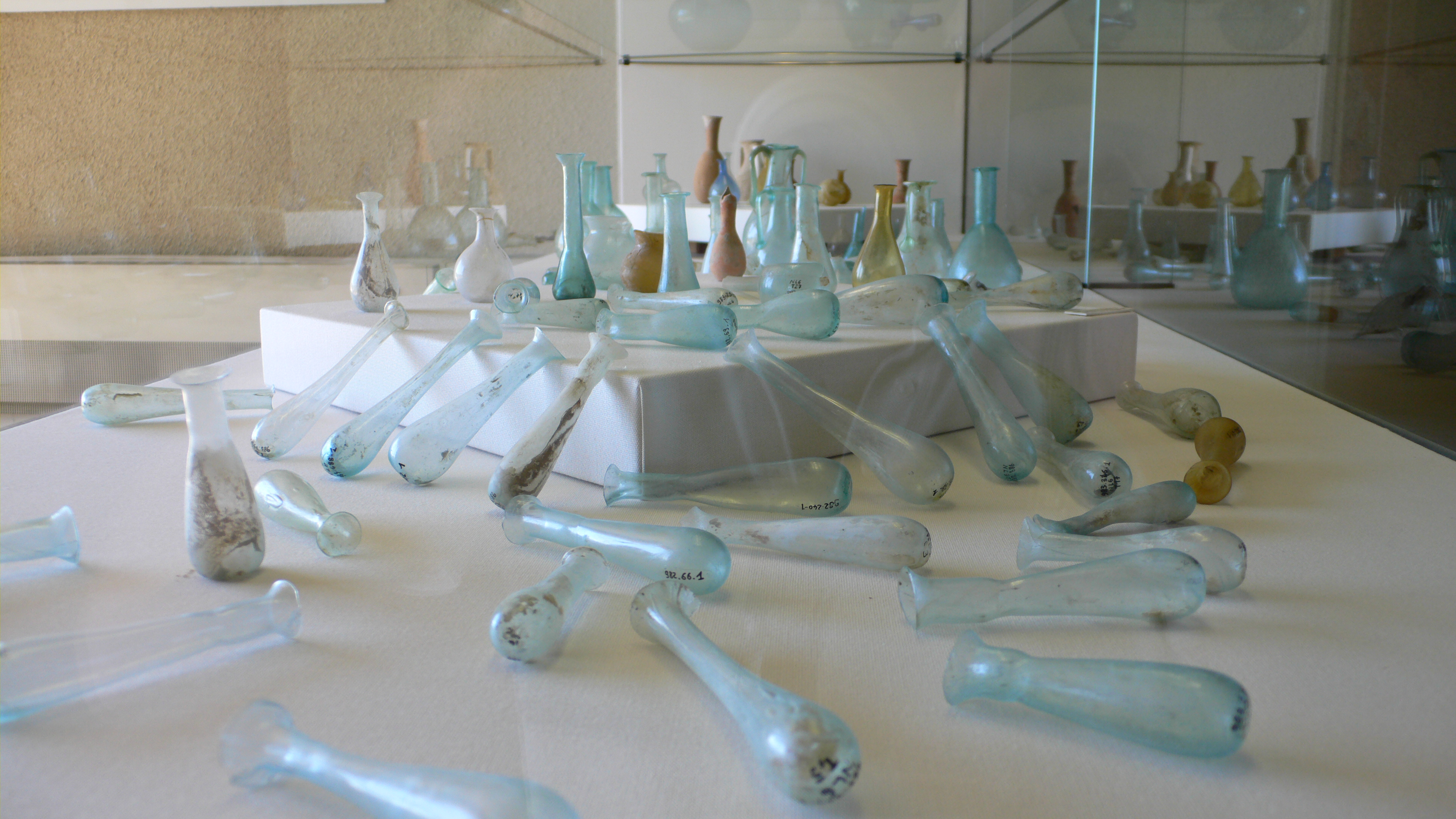
Balsamaires.